# Фундаментальное представление
В теории представлений групп Ли и алгебр Ли фундаментальное представление — это неприводимое конечномерное представление полупростой группы Ли или алгебры Ли, старший вес которого является фундаментальным весом. Например, определяющий модуль классической группы Ли является фундаментальным представлением. Любое конечномерное неприводимое представление полупростой группы Ли или алгебры Ли полностью определяется своим старшим весом (теорема Картана) и может быть построено из фундаментальных представлений с помощью процедуры, описанной Эли Картаном. Таким образом, фундаментальные представления являются в некотором смысле элементарными строительными блоками для произвольных конечномерных представлений.

## Примеры
- В случае полной линейной группы все фундаментальные представления являются внешними степенями определяющего модуля.
- В случае специальной унитарной группы SU(n) фундаментальные представления в количестве  n − 1 являются внешними произведениями {\displaystyle \operatorname {Alt} ^{k}\ {\mathbb {C} }^{n},} состоящими из антисимметричных тензоров, где k = 1, 2, ..., n − 1.
- Спиновое представление двойного накрытия нечётной ортогональной группы, нечётная спинорная группа, а также два хиральных спиновых представления двойного накрытия чётной ортогональной группы, чётные спинорные группы, являются фундаментальными представлениями, которые не могут быть реализованы в пространстве тензоров.
- Присоединённое представление простой группы Ли типа Е8 является фундаментальным представлением.

## Объяснение
Неприводимые представления односвязной компактной группы Ли индексируются по их старшим весам. Эти веса являются точками решётки в ортанте Q+ в весовой решётке группы Ли, состоящей из доминантных интегральных весов. Можно доказать, что существует множество фундаментальных весов, проиндексированных вершинами диаграммы Дынкина, такое, что любый доминантный вес является неотрицательной целой линейной комбинацией фундаментальных весов. Соответствующие неприводимые представления являются фундаментальными представлениями групп Ли. Из разложения доминантного веса по фундаментальным весам можно получить соответствующее тензорное произведение фундаментальных представлений и выделить один экземпляр неприводимого представления, соответствующий этому доминантному весу.

## Другие области применения
Вне теории Ли термин «фундаментальное представление» иногда используется для обозначения точного представления, наименьшего по размерности, хотя его также часто называют стандартным, или определяющим, представлением. Этот термин имеет скорее исторические корни, чем чётко определённый математический смысл.